# كلستك (كورنوال)
كلستك (بالإنجليزية: Calstock)‏ هي قرية وأبرشية مدنية تقع في المملكة المتحدة في إنجلترا. يقدر عدد سكانها بـ 6,431 نسمة .